# بني تسيريس (بني تسيريس)
بني تسيريس هي إحدى مشيخات المملكة المغربية، تتبع جغرافيا لإقليم سيدي بنور وإداريًا لبني تسيريس. يقدر عدد سكانها بـ 14955 نسمة حسب الإحصاء الرسمي للسكان والسكنى لسنة 2004.